# Giuseppe Santhià
Giuseppe Santhià (Cavaglià, província de Biella, 19 de gener de 1886 – febrer 1978) va ser un ciclista italià que fou professional entre 1909 i 1923. En el seu palmarès destaquen tres victòries d'etapa al Giro d'Itàlia, una el 1911, edició que finalitzà en quarta posició, i dues el 1913.

## Palmarès
- 1911
  - Vencedor d'una etapa al Giro d'Itàlia
- 1912
  - 1r a La Spezia-Salsomaggiore-La Spezia
- 1913
  - Vencedor de 2 etapes al Giro d'Itàlia
- 1914
  - 1r al Giro del Piemont

### Resultats al Giro d'Itàlia
- 1911. 4t de la classificació general. Vencedor d'una etapa
- 1912. Abandona
- 1913. Abandona. Vencedor de 2 etapes
- 1919. Abandona
- 1921. 15è de la classificació general

### Resultats al Tour de França
- 1914. Abandona (4a etapa)
- 1922. 15è de la classificació general
- 1923. Abandona (6a etapa)